# Superrealismo
Il Supereal o Superrealismo è una delle ultime e più recenti sperimentazioni della Neoavanguardia.

## Caratteristiche
Questa corrente va oltre l'iperrealismo e si propone di esplorare il super reale, ovvero una dimensione mentale che partendo da una rappresentazione fotografica viene rielaborata artisticamente.

## Opere
Maggiore esponente di questa corrente è Peter Rostovsky, artista contemporaneo russo, che predilige raffigurazioni di tipo magico-fantastiche o realistico-macabre, due temi di grande impatto emozionale.
Famose sono le sue installazioni. Partendo dall'idea del celeberrimo quadro di Caspar David Friedrich, Viandante sul mare di nebbia, egli reinterpreta quest'ultimo con la tecnica del Superrealismo: un elemento scolpito a tutto tondo si colloca sullo sfondo di un dipinto su tela.
Epiphany Model 2 è un'installazione statica del 2001 composta da una grande tela circolare sulla quale è dipinto un cielo pieno di nubi al tramonto con un'antistante statuetta scolpita di un personaggio che osserva estasiato, posta su un piedistallo bianco. La scultura è collocata così proprio per coincidere visivamente col centro del dipinto.